# Mugler Bach
Der Mugler Bach ist ein rechter Zubringer zum Senningbach östlich von Senning in Niederösterreich.
Der Mugler Bach, der im Oberlauf auch Mühlbach genannt wird, entspringt bei Füllersdorf und fließt nach Süden über Steinabrunn nach Großmugl ab, wo nach dem Ort als linker Zubringer der Ottendorfer Bach einmündet. Dieser entspringt nördlich von Herzogbirbaum nahe dem Ernstbrunner Wald, nimmt den aus Nursch kommenden Nurscher Bach auf und später den Ebenbach, bevor er südwestlich von Ottendorf in den Mugler Bach mündet. Der Mugler Bach fließt nach Süden ab, an der Ostseite an Roseldorf vorüber und ergießt sich danach in den Senningbach. Sein Einzugsgebiet umfasst 50,9 km² in größtenteils offener Landschaft.